# Na Skraju
Na Skraju lub Ursynów Południowy-Na Skraju – osiedle w dzielnicy Ursynów w Warszawie.

## Położenie i charakterystyka
Na Skraju to osiedle na stołecznym Ursynowie, na obszarze Miejskiego Systemu Informacji Ursynów-Centrum, w jego wschodniej części.
Wchodzi w skład zespołu dwóch osiedli, Imielin i Na Skraju, budowanego od 1977 roku o nazwie Ursynów Południowy. Granice osiedla wyznaczają skarpa wiślana, ulica Jana Ciszewskiego i jej przedłużenie do skarpy wiślanej, aleja Komisji Edukacji Narodowej i ulica Filipiny Płaskowickiej wraz z jej przedłużeniem do skarpy.
Według państwowego rejestru nazw geograficznych (PRNG) Na Skraju to część miasta o identyfikatorze 85150. Przez jego obszar  przebiegają m.in. ulice: Cynamonowa, Jana Rosoła, Nowoursynowska, Zbigniewa Kiedacza, Stefana Szolc-Rozińskiego, Nugat, Indiry Gandhi, Stefana Kopcińskiego, Marii Grzegorzewskiej i Kokosowa. W pobliżu, na alei Komisji Edukacji Narodowej, zlokalizowano stację warszawskiego metra Imielin. Według PRNG osiedle obejmuje obszar Wolicy.
Na Skraju to teren o przewadze zabudowy mieszkaniowej wielorodzinnej, z wyjątkiem skrajnie wschodniej części, gdzie występuje zabudowa jednorodzinna.
Działa tu utworzona w 1990 i administrująca terenem o powierzchni ok. 54 hektarów, a wydzielona ze Spółdzielni Budownictwa Mieszkaniowego „Ursynów” – Spółdzielnia Mieszkaniowa „Na Skraju”.
Na terenie osiedla kręcono odcinki polskiego serialu Alternatywy 4. Budynek odgrywający tytułową rolę znajduje się pod adresem Grzegorzewskiej 3.

## Historia
W dniu 14 maja 1951 rozporządzeniem Rady Ministrów obszar późniejszego osiedla Na Skraju został włączony w granice administracyjne Warszawy wraz z resztą gminy Wilanów.
Od 1977 budowano tu zespół osiedli o nazwie Ursynów Południowy o łącznej powierzchni 213,5 hektara. Pasmo dzieliło się na dwa osiedla przedzielone aleją Komisji Edukacji Narodowej: Imielin (na zachodzie) i Na Skraju (na wschodzie). Całość zaplanowano na 10,2 tys. mieszkań i ok. 35,7 tys. mieszkańców. Projektantami zespołu wybranymi w drodze konkursu byli A. Fabierkiewicz (główny projektant), P. Jankowski, E. Sander-Krysiak i S. Stefanowicz ze Stołecznej Dyrekcji Inwestycji Spółdzielczych. Inwestorem naczelnym był Stołeczny Związek Budownictwa Mieszkaniowego. Inwestycja miała być realizowania w podstawowym zakresie w latach 1976–1981. Według projektów budynki mieszkalne miały mieć od 4 do 16 kondygnacji i powstawać w technologii wielkiej płyty w systemie „Ż”. Lokale miały być wykończone (malowanie, podłogi, sanitariaty, drzwi), a w ramach części wspólnych zaplanowano sauny i pralnie. Na osiedlu Na Skraju przewidziano dodatkowo budowę 150 budynków jednorodzinnych. Główna zasada urbanistyczna przyjęta podczas planowania była zbliżona do tej stosowanej podczas wznoszenia Ursynowa Północnego, a więc obudowa obiektami mieszkalnym i usługowymi ciągów pieszych. Główną osią miała być aleja Komisji Edukacji Narodowej, pod którą miała przebiegać linia szybkiej kolei miejskiej (metra).
Samo osiedle Na Skraju obejmowało 85 ha i miało mieć 282 tys. m² powierzchni użytkowej, na którą składać się miało 5445 mieszkań oraz 150 domów jednorodzinnych. Średnią wielkość domu przewidziano na 100–110 m², a mieszkania na 52,5 m². Zaplanowano 18 mieszkań M1, 181 M2, 2168 M3, 1842 M4, 407 M5 i 72 M6.
Od marca 1994 roku osiedle znajduje się w granicach dzielnicy Ursynów. W 1998 roku weszło w skład obszaru MSI Imielin. W 2000 wyodrębniono teren obszaru w obecnych jego granicach i nadano mu nazwę Ursynów-Centrum.

## Przyroda
Na terenie osiedla znajduje się utworzony w 2020 roku park Polskich Wynalazców. 
Ochroną objętych jest sześć pomników przyrody. Wszystkie to głazy narzutowe, w tym cztery nazwane: Aleksandra, Ludwika Sawickiego, Straży Ochrony Przyrody i im. Stanisława Zwierza. Północno-wschodnie krańce osiedla znajdują się w zasięgu otuliny rezerwatu przyrody Skarpa Ursynowska.

## Galeria
| - Blok przy ul. Grzegorzewskiej 3 od strony ulicy Cynamonowej, gdzie kręcono serial Alternatywy 4 - Porzucona budowa centrum handlowego Ursynowski Fortepian - Budynek usługowy przy stacji metra Imielin, al. KEN 60. róg Indiry Gandhi. Multikino Ursynów, Sphinx, Egurolla Dance Studio, Starlight Café - Centrum handlowe KEN Center, ul. Ciszewskiego 15 - Pomnik przyrody Głaz Straży Ochrony przy ul. Szolc-Rogozińskiego 11 |